# Владимир Јорга
Владимир Јорга (Београд, 10. јул 1939 — Београд, 15. август 2024) био је универзитетски професор, доктор спортске медицине, пионир каратеа СФР Југославије, оснивач Карате савеза Југославије и Југословенског традиционалног каратеа. Старији је брат др Илије Јорге. Носилац је црног појаса (Соке 10. дан)
Био је редовни професор хигијене и медицинске екологије на Медицинском факултету у Београду.

### Напредовање у појасевима
- 1968 црни појас први дан (шодан) код Тецуђи Муракамија, у Загребу.
- 1969 црни појас други дан (нидан) код Таиђи Казеа.
- 1972 црни појас трећи дан (сандан) код Таиђи Казеа у Паризу.
- 1974 црни појас четврти дан (јодан) код Терујуки Оказакиja.
- 1978 црни појас пети дан (годан) код Таиђи Казеа у Београду.
- 1980 црни појас шести дан (рокудан) код Таиђи Казеа у Паризу.
- 1990 црни појас седми дан (шићидан) код Хидетаке Нишијаме у Лос Анђелесу.
- 1998 црни појас осми дан (хаћидан) код Хидетаке Нишијаме у Сан Дијегу.
- 2006 црни појас девети дан (кудан) додељен у Београду.
- 2019 црни појас десети дан (ђудан) додељен у Немачкој.

#### Такмичар, тренер и председник карате савеза
Као врхунски спортиста и вишегодишњи шампион Југославије у каратеу, а први пут је постао Универзитетски шампион, као студент медицине 1963. године. Први је инструктор каратеа у СФР Југославији а његов први ученик је био његов брат Илија.
Професионални спортиста остаје све до 1975. године. Из тог периода је и изузетно разумевање проф. др Владимира Јорге за врхунске спортисте.
Касније, као тренер југословенске карате репрезентације, судија и професор на Универзитету у Београду, декан на Међународном факултету за спорт при Европском Центру за мир и развој, Шеф Катедре за спортску медицину, дао је свој велики допринос да се традиционалне вредности карате-до научно истражује и потврди, да се популаризује у Југославији и широм света.
У овој области урадио је и објавио у домаћим и међународним стручно медицински и спортским часописима преко 170 научних радова. Такође је објавио преко 12 приручника и књига из области традиционалног каратеа.
Проф. др Владимир Јорга је биран за првог председника Југословенске карате организације још далеке 1968. године и кроз међународну карате организацију давао је свој допринос развоју традиционалног каратеа.
Био је потпредседник Светске Федерације Традиционалног Каратеа и председник Европске Федерације Традиционалног Каратеа.
Био је ученик и сарадник карате више карате мајстора међу којима се истичу Тецуђи Мураками, Таиђи Казе, Терујуки Оказаки и Хидетаке Нишијама.
Преминуо 15. августa 2024. године у Београду.

## Филмографија
| Год.  | Назив          | Улога             |
| ----- | -------------- | ----------------- |
| 1983. | Пази шта радиш | карате инструктор |